# Leandro Marziotte
Leandro Marziotte (Salto, Uruguay, 3 de enero) es un contratenor uruguayo de trayectoria internacional. Ganador del Concurso Internacional Händel 2014 en Göttingen, Alemania.

## Reseña
Poseedor de una voz y de un timbre muy particular, aborda una amplia gama de repertorio vocal solista, destacándose en el esplendor del periodo Barroco al interpretar operas y oratorios de grandes compositores como Claudio Monteverdi, Johann Sebastian Bach, Henry Purcell, Antonio Vivaldi o Christoph Willibald Gluck, Georg Friedrich Händel, pero también ha realizado operas más modernas de Benjamin Britten.

## Formación

### Formación en Uruguay
Su formación comienza con los estudios de dirección de coro en la Universidad de Salto con la profesora Ana Laura Rey. En el año 2003 ingresa a la Facultad de Artes, en la Escuela Universitaria de Música de Montevideo, teniendo como profesores a Sara Herrera y Federico García Vigil en el área de dirección de coro y orquesta, mientras que en el área de canto y arte escénico recibe clases de las profesoras Cecilia Latorre y Maruja Fernández.

### Formación en Argentina
Gracias a la ayuda del Fondo Nacional de Música del Uruguay, realizó estudios durante un año en la ciudad de Buenos Aires con el contratenor Sergio Pelacani.

### Formación en Francia
En el año 2007 continúa sus estudios en el Conservatorio Nacional de Estrasburgo trabajando el repertorio barroco con destacados profesores como Martin Gester y Michèle Ledroit, y al mismo tiempo aborda en el canto contemporáneo con Françoise Kubler. 
En el 2009 obtuvo el diploma final de canto el cual fue aprobado summa cum laude por unanimidad con las felicitaciones del jurado. Al mismo tiempo realiza estudios en la Universidad de Estrasburgo donde obtiene la Licenciatura en interpretación musical.
Paralelamente sus estudios académicos, estudia en París con la Mtra. Nicole Fallien, profesora de grandes contratenores como Philippe Jaroussky, también gracias a la ayuda del Fondo Nacional de Música del Uruguay.

### Formación en los Países Bajos
Leandro Marziotte es titular de un máster en canto en el Conservatorio Real de La Haya donde ha estudiado con el reconocido contratenor inglés Michael Chance. Igualmente profundiza sus estudios con destacadísimos músicos, como el barítono Peter Kooij, la soprano Jill Feldman y junto a otras grandes personalidades del mundo de la música antigua como Barthold Kuijken o Jan Kleinbussink.

## Trayectoria
Primer contratenor uruguayo en cantar como solista junto a la Orquesta Nacional del Uruguay, SODRE.  
Ha realizado conciertos y óperas como solista en Alemania, Rusia, Lituania, Suecia, Noruega, Suiza, República Checa, Polonia, Canadá, España, Francia, Italia, Croacia, Grecia, Bélgica, Luxemburgo, Holanda, Turquía, México, Colombia, Brasil, Argentina y Uruguay. 
En el 2015-2016 integra el cuerpo estable de solistas del Teatro de ópera de Oldenburgo en Alemania. Actualmente se desempeña como cantante solista invitado en distintos teatros.  Ha interpretado diferentes roles de opera del compositor Händel, como el rol de 'Arsamene' en la ópera 'Serse', el rol principal de la ópera 'Orlando', el rol de 'Ottone' en la ópera 'Agrippina', el rol de 'Hamor' en el oratorio escenificado de 'Jephtha', el rol de 'Barak' en el oratorio 'Deborah'. También ha interpretado el rol de 'Oberon' en la ópera 'A Midsummer Night's Dream' de Benjamin Britten, el rol de 'Hechicera' en la opera 'Dido y Eneas' de Henrry Purcell, el rol de 'Paje' en Rigoletto de Verdi y el rol de Pastor y Speranza en el 'Orfeo' de Monteverdi.

## Premios y reconocimientos
- Ganador del primer premio en el Concurso Internacional Händel 2014 realizado en Göttingen, Alemania. 
- Finalista del primer Concurso Internacional de Contratenores 2011 realizado en Lugano, Suiza.
- Distinción como ciudadano destacado por la Intendencia de Salto en 2013 por el intendente Germán Coutinho, Uruguay. 
- Ciudadano ilustre de La Tour de France 2013 declarado por el alcalde Jean Colmes, Francia

## Discografía
Ha grabado 22 discos en distintos países del mundo. 

### Uruguay
- Réquiem (Officium Defunctorum)- Tomas Luis de Victoria (para 6 voces a capela).

Ensamble ALAUDA (2007) - Sopranos: Isabel Barrios, Ana Belén Costa - Contratenor: Leandro Marziotte - Tenor: Alejandro Vera - Barítono: Álvaro Vallés - Bajo: Alejandro Arezo.
- Códice de Oaxaca - Gaspar Fernández - Barroco latinoamericano.

Ensemble Vocal e Instrumental DE PROFUNDIS (2008) - Dirección: Cristina García Banegas.

### Francia
- Musique Espagnole - Música española para guitarra y voz de los compositores Diego Pisador, Esteban Daza, Fernando Sor, Joaquín Rodrigo y también música argentina de Carlos Guastavino - Dúo guitarra y contratenor (2010) Guitarra: Philippe Mouratoglou.

- Cantus Luscinia - J.S. Bach, Nebra, Zipoli (2013) Ensemble Cantus Luscinia - Dirección artística: Leandro Marziotte.

- Bach Disc: 28 Juillet' - Obras de J.S. Bach (2014)  - Daniel Leininger (organo), Clémance Schaming (violin)

- Conversations avec Dieu - Hammerschmidt, Bruhns, Telemann (2015) Ambronay Editions - Harmonia Mundi Le Concert Étranger Itay Jedlin

- De vez en cuando la vida - Mateo Flecha, Juan Bautista José Cavaniles, Joan Manuel Serrat - Paris (2018) Alpha Label Cappella Mediterranea Leonardo García Alarcón.

### Bélgica
- English Royal Funeral Music - Purcell, Morley, Tomkins- Ensemble Vox Luminis (2013) Label Ricercar

- Requiem - Rubino & Capuana Choeur de Chambre de Namur Leonardo García Alarcón (2014) Label Ricercar

- O Splendida Dies - Giovanni Paolo Colonna Scherzi Musicali Nicolas Achten (2019) Label Ricercar

### Holanda
- The Christ-Child  - Gabriel Jackson, Mateo Flecha, Jan Sandström

Rouach Choir (2013) Leiden - Dir. Elisabeth van Duijn
- Misa Criolla  - Ariel Ramírez

Música Temprana (2013) Ámsterdam - Dir. Adrian van der Spoel
- Herr Gott, dich loben wir  - J. S. Bach

Cristina Garcia Banegas, organ (2019) Noordbroek, Netherlands.

### Italia y Croacia
- Codex Chantilly III  - Cordier, Philipoctus de Caserta, Mayhuet de Joan.

Tetraktys (2016) Arezzo, Italia - Dir. Kees Broeke
- Cantatas Napolitanas  - Scarlatti, Hasse, Vinci, Leo.

Articoolazione (2016) Arcana Label - Grabación realizada en Croacia, edición en Cremona, Italia. 

### Alemania
- Bach Eternity - Bach Cantatas BWV 3, 10, 20

Musicus Köln (2018) Colonia, Alemania - Dir. Christoph Spering - SONY Classic - Deutsche Harmnonia Mundi
- Opera Flavio Crispo - Estreno y primera grabación mundial de la opera bajo el rol principal de Flavio.

Il Gusto Barocco - Stuttgarter Barockorchester Stuttgart (2018)  CPO Label
- Opera Rordrigo - International Handel Festival Göttingen

FestpielOrchester Göttingen - Laurence Cummings Göttingen (2019)  ACCENT Label
- Opera Cleofida Telemann & Händel - Dir. Jörg Halubeck

Il Gusto Barocco - Stuttgarter Barockorchester Stuttgart (2023)  CPO Label
- Staged Oratorio CD & DVD Brockes Passion G. F. Händel - International Handel Festival Halle

Händel FestpielOrchester Halle - Michael Hofstetter - Walter Sutcliffe Oper Halle (2025) NAXOS

### España
- Las Musas de América - Poemas de Juana de Ibarbourou, Alfonsina Storni y Gabriela Mistral

Música: Leandro Marziotte - Barcelona (2023)
- Mille Regretz - Josquin des Prés - Cristobal de Morales - Juan de la Rubia, órgano.

Ensemble Cristobal de Morales - Dir. Pere Lluís Boisca - Barcelona (2025)